# Василика
Василика̀ или Царево село (на гръцки: Βασιλικά) е малък град в Република Гърция, дем Седес, област Централна Македония.

## География
Градчето е разположено в северозападната част на Халкидическия полуостров, в долина между планините Хортач (Хортиатис) от север и Холомонда от юг на 20 километра югоизточно от Солун.

## История

### Средновековие
Тук е открит български държавно-военен надпис от IX век на кавхан Исбул известен в науката като Надписът от Василика.
В местността Писона на километър северозападно от Василика, близо до пътя Солун - Полигирос, са Писонската кула и Писонският хамам, останки от късносредновековното селище Пинсон (Πινσών) или Пинасонос (Πινασώνος), на което са запазени поземлен регистър и списъци на жителите му от XIV век. Селището е принадлежало на Великата Лавра, а Василика на Хортачкия манастир. Василика се споменава за първи път през 1094 година в светогорски документ.

### В Османската империя
По време на османската власт Василика е едно от най-важните села на нахията Каламария и е принадлежало към така наречените Алатадски села. По някое време през османския период селото става вакъф към Атик джамия в Солун.
В XIX век Василика е гръцко село в Солунска кааза на Османската империя. Църквата „Свети Георги“ е изградена в 1821 година, изгорена в Халкидическото въстание заедно с цялото село в същата година и възстановена в 1831 година. Александър Синве („Les Grecs de l’Empire Ottoman. Etude Statistique et Ethnographique“) в 1878 година пише, че във Василика (Vassilika), център на Касандрийска епархия, живеят 2500 гърци.
В 1900 година според статистиката на Васил Кънчов („Македония. Етнография и статистика“) във Василика живеят 2000 гърци християни. По данни на секретаря на Българската екзархия Димитър Мишев („La Macédoine et sa Population Chrétienne“) в 1905 година във Василико (Vassiliko) има 1500 жители гърци и в селото има гръцко основно и прогимназиално училище.
При свое посещение в селото българската учителка Царевна Миладинова пише:
| „ | Така стана, че една година се решихме семейно да летуваме в Царево село (Василика) и да бъдем изненадани от това, че най-старите хора в почти погърченото село тогава продължаваха да държат за българското му име и когато им зададеш някой въпрос на български – да отговарят на хубав стар наш език („ронка“ вместо ръка; „зомби“ вместо зъби, „гренда“ вместо греда, „домб“ вместо дъб и пр.), също както близките киречкьойлийци и заровчани, също както далечните костурчани. | “ |

Според доклад на Димитриос Сарос от 1906 година Василика (Βασιλικά) е гръцкоговорещо село в Касандрийска митрополия с 2000 жители с гръцко съзнание. В селото работят гръцко шесткласно смесено училище и гръцко четирикласно смесено училище с 300 ученици и 5 учители.

### В Гърция
В 1912 година по време на Балканската война във Василика влизат гръцки войски и след Междусъюзническата война от 1913 година, селото остава в Гърция.
| Име    | Име     | Ново име | Ново име | Описание                                                   |
| ------ | ------- | -------- | -------- | ---------------------------------------------------------- |
| Авулия | Άβούλια | Мити     | Μύτη     | връх на СИ от Монопигадо (Цели) и на Ю от Василика (536 m) |
| Авулия | Άβούλια | Дасомено | Δασωμένο | местност на ЮЮЗ от Василика                                |
| Вузари | Βούζαρι | Корифи   | Κορυφή   | възвишение в Хортач на СИ от Василика (486,4 m)            |

## Личности
Родени във Василика
- Анастасиос Патикас (Αναστάσιος Πατίκας), гръцки андартски деец, четник при Атанасиос Минопулос, свръзка на Ламброс Коромилас с капитаните Пею, Андреас, Георгиос Галанопулос и Василиос Папакостас[12]
- Атанасиос Кодзиас (1750-те - 1821), гръцки търговец и революционер
- Василиос Гакудис (Βασίλειος Γακούδης), гръцки андартски деец, агент от трети ред, куриер и укривател на андарти, арестуван за 2 години от османската власт[12]
- Василиос Кодзиоглу, гръцки революционер, участник във Войната за независимост
- Василиос Патикас (Βασίλειος Πατίκας), гръцки андартски деец, агент от трети ред, куриер на андартите[12]
- Ираклис Патикас, гръцки андартски капитан
- Йоанис Аргириу (Ιωάννης Αργυρίου), гръцки андартски деец, агент от трети ред, сътрудник на Димитриос Космопулос за Халкидики[13]
- Нестор Михалакис (Νέστωρ Μιχαλάκας), гръцки андартски деец, четник[12]
- Филипос Сарафянос (Φίλιππος Σαραφιανός), гръцки андартски деец, агент от трети ред[12]
- Христос Анагностудис (Χρήστος Αναγνωστούδης), гръцки андартски деец, десетар в четата на Власиос Цироянис между 1907 и 1908 година[13]
- Христос Патикас (Χρήστος Πατίκας), гръцки андартски деец, агент от втори ред ред, подпомага Димитриос Космопулос и действа като куриер[12]

Починали във Василика
- Стаматиос Капсас (? – 1821), гръцки революционер